# جایزه روزی روزگاری

عکسی از جایزه ادبی روزی روزگاری

جایزه ادبی روزی‌روزگاری در سال ۱۳۸۵ فعالیت خود را رسماً با برگزاری نشست‌های ادبی مشترک با سایت ادبی والس آغاز کرد. این جایزه ادبی که توسط مدیا کاشیگر بنیان گذاشته شده بود، ۴ دوره پیاپی برگزار شد. در سه دوره نخست برگزاری جایزه، مدیا کاشیگر، مترجم، پژوهشگر و نویسنده معاصر دبیر جایزه و سعید طباطبایی، نویسنده و منتقد ادبی، جانشین دبیر جایزه بود. در دوره چهارم سعید طباطبایی دبیری جایزه را بر عهده گرفت. این جایزه در ۵ زمینه داستان کوتاه فارسی، رمان فارسی، اثر داستانی ترجمه، ادبیات نمایشی و طرح جلد کتاب به بهترین کتاب‌های منتشره هر سال اهدا می‌شد.